# Cornelius Stewart
Cornelius Stewart (Kingstown, 19 luglio 1989) è un calciatore sanvincentino, centrocampista del Semen Padang e della nazionale sanvincentina.

## Statistiche

### Cronologia presenze e reti in nazionale
| Cronologia completa delle presenze e delle reti in nazionale ― Saint Vincent e Grenadine | Cronologia completa delle presenze e delle reti in nazionale ― Saint Vincent e Grenadine | Cronologia completa delle presenze e delle reti in nazionale ― Saint Vincent e Grenadine | Cronologia completa delle presenze e delle reti in nazionale ― Saint Vincent e Grenadine | Cronologia completa delle presenze e delle reti in nazionale ― Saint Vincent e Grenadine | Cronologia completa delle presenze e delle reti in nazionale ― Saint Vincent e Grenadine | Cronologia completa delle presenze e delle reti in nazionale ― Saint Vincent e Grenadine | Cronologia completa delle presenze e delle reti in nazionale ― Saint Vincent e Grenadine |
| Data                                                                                     | Città                                                                                    | In casa                                                                                  | Risultato                                                                                | Ospiti                                                                                   | Competizione                                                                             | Reti                                                                                     | Note                                                                                     |
| ---------------------------------------------------------------------------------------- | ---------------------------------------------------------------------------------------- | ---------------------------------------------------------------------------------------- | ---------------------------------------------------------------------------------------- | ---------------------------------------------------------------------------------------- | ---------------------------------------------------------------------------------------- | ---------------------------------------------------------------------------------------- | ---------------------------------------------------------------------------------------- |
| 30-5-2007                                                                                | Port of Spain                                                                            | Haiti                                                                                    | 3 – 0                                                                                    | Saint Vincent e Grenadine                                                                | Amichevole                                                                               | -                                                                                        | 7’                                                                                       |
| 13-1-2008                                                                                | Georgetown                                                                               | Guyana                                                                                   | 1 – 0                                                                                    | Saint Vincent e Grenadine                                                                | Amichevole                                                                               | -                                                                                        |                                                                                          |
| 3-6-2008                                                                                 | Kingston                                                                                 | Giamaica                                                                                 | 5 – 1                                                                                    | Saint Vincent e Grenadine                                                                | Amichevole                                                                               | -                                                                                        | 65’                                                                                      |
| 21-6-2008                                                                                | Montreal                                                                                 | Canada                                                                                   | 4 – 1                                                                                    | Saint Vincent e Grenadine                                                                | Qual. Mondiali 2010                                                                      | -                                                                                        | 79’                                                                                      |
| 17-9-2010                                                                                | Kingstown                                                                                | Saint Vincent e Grenadine                                                                | 0 – 1                                                                                    | Grenada                                                                                  | Amichevole                                                                               | -                                                                                        |                                                                                          |
| 19-9-2010                                                                                | Kingstown                                                                                | Saint Vincent e Grenadine                                                                | 0 – 0                                                                                    | Grenada                                                                                  | Amichevole                                                                               | -                                                                                        |                                                                                          |
| 6-10-2010                                                                                | Kingstown                                                                                | Saint Vincent e Grenadine                                                                | 7 – 0                                                                                    | Montserrat                                                                               | Qualificazioni alla Coppa dei Caraibi 2010                                               | 1                                                                                        |                                                                                          |
| 8-10-2010                                                                                | Kingstown                                                                                | Saint Vincent e Grenadine                                                                | 1 – 1                                                                                    | Saint Kitts e Nevis                                                                      | Qualificazioni alla Coppa dei Caraibi 2010                                               | -                                                                                        |                                                                                          |
| 10-10-2010                                                                               | Kingstown                                                                                | Saint Vincent e Grenadine                                                                | 0 – 0                                                                                    | Barbados                                                                                 | Qualificazioni alla Coppa dei Caraibi 2010                                               | -                                                                                        |                                                                                          |
| 2-11-2010                                                                                | Marabella                                                                                | Trinidad e Tobago                                                                        | 6 – 2                                                                                    | Saint Vincent e Grenadine                                                                | Qualificazioni alla Coppa dei Caraibi 2010                                               | 1                                                                                        |                                                                                          |
| 4-11-2010                                                                                | Marabella                                                                                | Saint Vincent e Grenadine                                                                | 1 – 3                                                                                    | Haiti                                                                                    | Qualificazioni alla Coppa dei Caraibi 2010                                               | -                                                                                        | 90’                                                                                      |
| 6-11-2010                                                                                | Marabella                                                                                | Guyana                                                                                   | 2 – 0                                                                                    | Saint Vincent e Grenadine                                                                | Qualificazioni alla Coppa dei Caraibi 2010                                               | -                                                                                        |                                                                                          |
| 11-9-2011                                                                                | Kingstown                                                                                | Saint Vincent e Grenadine                                                                | 0 – 1                                                                                    | Grenada                                                                                  | Amichevole                                                                               | -                                                                                        | 65’                                                                                      |
| 18-9-2011                                                                                | Kingstown                                                                                | Saint Vincent e Grenadine                                                                | 2 – 1                                                                                    | Grenada                                                                                  | Qual. Mondiali 2014                                                                      | 1                                                                                        | 72’                                                                                      |
| 7-10-2011                                                                                | Kingstown                                                                                | Saint Vincent e Grenadine                                                                | 0 – 3                                                                                    | Guatemala                                                                                | Qual. Mondiali 2014                                                                      | -                                                                                        | 61’                                                                                      |
| 11-11-2011                                                                               | Belmopan                                                                                 | Belize                                                                                   | 1 – 1                                                                                    | Saint Vincent e Grenadine                                                                | Qual. Mondiali 2014                                                                      | 1                                                                                        |                                                                                          |
| 15-11-2011                                                                               | Kingstown                                                                                | Saint Vincent e Grenadine                                                                | 0 – 2                                                                                    | Belize                                                                                   | Qual. Mondiali 2014                                                                      | -                                                                                        | 52’                                                                                      |
| 20-2-2012                                                                                | Kingstown                                                                                | Saint Vincent e Grenadine                                                                | 1 – 0                                                                                    | Guyana                                                                                   | Amichevole                                                                               | -                                                                                        |                                                                                          |
| 30-3-2012                                                                                | Kingstown                                                                                | Saint Vincent e Grenadine                                                                | 1 – 0                                                                                    | Antigua e Barbuda                                                                        | Amichevole                                                                               | -                                                                                        |                                                                                          |
| 1-4-2012                                                                                 | Kingstown                                                                                | Saint Vincent e Grenadine                                                                | 1 – 2                                                                                    | Antigua e Barbuda                                                                        | Amichevole                                                                               | -                                                                                        |                                                                                          |
| 1-9-2012                                                                                 | Kingstown                                                                                | Saint Vincent e Grenadine                                                                | 2 – 0                                                                                    | Barbados                                                                                 | Amichevole                                                                               | 1                                                                                        |                                                                                          |
| 2-9-2012                                                                                 | Kingstown                                                                                | Saint Vincent e Grenadine                                                                | 1 – 1                                                                                    | Barbados                                                                                 | Amichevole                                                                               | 1                                                                                        | 45’ 57’                                                                                  |
| 21-10-2012                                                                               | Gros Islet                                                                               | Guyana                                                                                   | 1 – 2                                                                                    | Saint Vincent e Grenadine                                                                | Qualificazioni alla Coppa dei Caraibi 2012                                               | 1                                                                                        |                                                                                          |
| 23-10-2012                                                                               | Gros Islet                                                                               | Saint Lucia                                                                              | 1 – 0                                                                                    | Saint Vincent e Grenadine                                                                | Qualificazioni alla Coppa dei Caraibi 2012                                               | -                                                                                        |                                                                                          |
| 25-10-2012                                                                               | Gros Islet                                                                               | Saint Vincent e Grenadine                                                                | 4 – 0                                                                                    | Curaçao                                                                                  | Qualificazioni alla Coppa dei Caraibi 2012                                               | 2                                                                                        |                                                                                          |
| 14-11-2012                                                                               | Bacolet                                                                                  | Trinidad e Tobago                                                                        | 1 – 1                                                                                    | Saint Vincent e Grenadine                                                                | Qualificazioni alla Coppa dei Caraibi 2012                                               | -                                                                                        |                                                                                          |
| 16-11-2012                                                                               | Bacolet                                                                                  | Saint Vincent e Grenadine                                                                | 1 – 1                                                                                    | Cuba                                                                                     | Qualificazioni alla Coppa dei Caraibi 2012                                               | 1                                                                                        |                                                                                          |
| 18-11-2012                                                                               | Bacolet                                                                                  | Suriname                                                                                 | 1 – 0                                                                                    | Saint Vincent e Grenadine                                                                | Qualificazioni alla Coppa dei Caraibi 2012                                               | -                                                                                        | 80’                                                                                      |
| 9-10-2014                                                                                | Les Abymes                                                                               | Guadalupa                                                                                | 3 – 1                                                                                    | Saint Vincent e Grenadine                                                                | Qualificazioni alla Coppa dei Caraibi 2014                                               | -                                                                                        |                                                                                          |
| 11-10-2014                                                                               | Les Abymes                                                                               | Saint Vincent e Grenadine                                                                | 1 – 0                                                                                    | Curaçao                                                                                  | Qualificazioni alla Coppa dei Caraibi 2014                                               | -                                                                                        |                                                                                          |
| 13-10-2014                                                                               | Les Abymes                                                                               | Martinica                                                                                | 4 – 3                                                                                    | Saint Vincent e Grenadine                                                                | Qualificazioni alla Coppa dei Caraibi 2014                                               | 2                                                                                        | 88’                                                                                      |
| 10-6-2015                                                                                | Kingstown                                                                                | Saint Vincent e Grenadine                                                                | 2 – 2                                                                                    | Guyana                                                                                   | Qual. Mondiali 2018                                                                      | 1                                                                                        |                                                                                          |
| 15-6-2015                                                                                | Georgetown                                                                               | Guyana                                                                                   | 4 – 4                                                                                    | Saint Vincent e Grenadine                                                                | Qual. Mondiali 2018                                                                      | -                                                                                        |                                                                                          |
| 28-8-2015                                                                                | Kingstown                                                                                | Saint Vincent e Grenadine                                                                | 2 – 2                                                                                    | Barbados                                                                                 | Amichevole                                                                               | -                                                                                        | 60’                                                                                      |
| 4-9-2015                                                                                 | Kingstown                                                                                | Saint Vincent e Grenadine                                                                | 2 – 0                                                                                    | Aruba                                                                                    | Qual. Mondiali 2018                                                                      | -                                                                                        | 78’                                                                                      |
| 9-9-2015                                                                                 | Oranjestad                                                                               | Aruba                                                                                    | 2 – 1                                                                                    | Saint Vincent e Grenadine                                                                | Qual. Mondiali 2018                                                                      | -                                                                                        | 79’                                                                                      |
| 2-9-2016                                                                                 | Kingstown                                                                                | Saint Vincent e Grenadine                                                                | 0 – 6                                                                                    | Stati Uniti                                                                              | Qual. Mondiali 2018                                                                      | -                                                                                        |                                                                                          |
| 7-9-2016                                                                                 | Città del Guatemala                                                                      | Guatemala                                                                                | 9 – 3                                                                                    | Saint Vincent e Grenadine                                                                | Qual. Mondiali 2018                                                                      | -                                                                                        | 63’                                                                                      |
| 1-3-2019                                                                                 | Kingstown                                                                                | Saint Vincent e Grenadine                                                                | 2 – 0                                                                                    | Barbados                                                                                 | Amichevole                                                                               | 1                                                                                        | Cap. 45’                                                                                 |
| 3-3-2019                                                                                 | Kingstown                                                                                | Saint Vincent e Grenadine                                                                | 2 – 1                                                                                    | Saint Lucia                                                                              | Amichevole                                                                               | 1                                                                                        | Cap.                                                                                     |
| 7-3-2019                                                                                 | Kingstown                                                                                | Saint Vincent e Grenadine                                                                | 2 – 1                                                                                    | Dominica                                                                                 | Amichevole                                                                               | -                                                                                        | Cap.                                                                                     |
| 9-3-2019                                                                                 | Kingstown                                                                                | Saint Vincent e Grenadine                                                                | 1 – 1                                                                                    | Grenada                                                                                  | Amichevole                                                                               | -                                                                                        | 80’                                                                                      |
| 21-3-2019                                                                                | Kingstown                                                                                | Saint Vincent e Grenadine                                                                | 2 – 1                                                                                    | Bonaire                                                                                  | CONCACAF Nations League 2019-2020 - Qualificazioni                                       | 1                                                                                        | Cap.                                                                                     |
| 31-8-2019                                                                                | Belmopan                                                                                 | Belize                                                                                   | 1 – 1                                                                                    | Saint Vincent e Grenadine                                                                | Amichevole                                                                               | -                                                                                        |                                                                                          |
| 6-9-2019                                                                                 | Managua                                                                                  | Nicaragua                                                                                | 1 – 1                                                                                    | Saint Vincent e Grenadine                                                                | CONCACAF Nations League 2019-2020 - Fase a gironi                                        | -                                                                                        | Cap.                                                                                     |
| 9-9-2019                                                                                 | Kingstown                                                                                | Saint Vincent e Grenadine                                                                | 1 – 0                                                                                    | Dominica                                                                                 | CONCACAF Nations League 2019-2020 - Fase a gironi                                        | -                                                                                        | Cap.                                                                                     |
| 11-10-2019                                                                               | Kingstown                                                                                | Saint Vincent e Grenadine                                                                | 2 – 2                                                                                    | Suriname                                                                                 | CONCACAF Nations League 2019-2020 - Fase a gironi                                        | 2                                                                                        | Cap.                                                                                     |
| 15-10-2019                                                                               | Paramaribo                                                                               | Suriname                                                                                 | 0 – 1                                                                                    | Saint Vincent e Grenadine                                                                | CONCACAF Nations League 2019-2020 - Fase a gironi                                        | 1                                                                                        | Cap.                                                                                     |
| 15-11-2019                                                                               | Kingstown                                                                                | Saint Vincent e Grenadine                                                                | 1 – 0                                                                                    | Nicaragua                                                                                | CONCACAF Nations League 2019-2020 - Fase a gironi                                        | -                                                                                        | Cap.                                                                                     |
| 18-11-2019                                                                               | Roseau                                                                                   | Dominica                                                                                 | 1 – 0                                                                                    | Saint Vincent e Grenadine                                                                | CONCACAF Nations League 2019-2020 - Fase a gironi                                        | -                                                                                        | Cap.                                                                                     |
| 25-3-2021                                                                                | Willemstad                                                                               | Curaçao                                                                                  | 5 – 0                                                                                    | Saint Vincent e Grenadine                                                                | Qual. Mondiali 2022                                                                      | -                                                                                        | Cap.                                                                                     |
| 31-3-2021                                                                                | Willemstad                                                                               | Saint Vincent e Grenadine                                                                | 3 – 0                                                                                    | Isole Vergini Britanniche                                                                | Qual. Mondiali 2022                                                                      | -                                                                                        | Cap.                                                                                     |
| 5-6-2021                                                                                 | Città del Guatemala                                                                      | Guatemala                                                                                | 10 – 0                                                                                   | Saint Vincent e Grenadine                                                                | Qual. Mondiali 2022                                                                      | -                                                                                        | Cap.                                                                                     |
| 8-6-2021                                                                                 | Basseterre                                                                               | Saint Vincent e Grenadine                                                                | 0 – 1                                                                                    | Cuba                                                                                     | Qual. Mondiali 2022                                                                      | -                                                                                        | Cap.                                                                                     |
| 3-6-2022                                                                                 | Nassau                                                                                   | Bahamas                                                                                  | 1 – 0                                                                                    | Saint Vincent e Grenadine                                                                | CONCACAF Nations League 2022-2023 - Fase a gironi                                        | -                                                                                        | Cap.                                                                                     |
| 6-6-2022                                                                                 | Kingstown                                                                                | Saint Vincent e Grenadine                                                                | 2 – 2                                                                                    | Nicaragua                                                                                | CONCACAF Nations League 2022-2023 - Fase a gironi                                        | -                                                                                        | Cap.                                                                                     |
| 10-6-2022                                                                                | Kingstown                                                                                | Saint Vincent e Grenadine                                                                | 0 – 2                                                                                    | Trinidad e Tobago                                                                        | CONCACAF Nations League 2022-2023 - Fase a gironi                                        | -                                                                                        | Cap.                                                                                     |
| 14-6-2022                                                                                | Port of Spain                                                                            | Trinidad e Tobago                                                                        | 4 – 1                                                                                    | Saint Vincent e Grenadine                                                                | CONCACAF Nations League 2022-2023 - Fase a gironi                                        | 1                                                                                        | 83’                                                                                      |
| 24-9-2022                                                                                | Saint George's                                                                           | Grenada                                                                                  | 1 – 3                                                                                    | Saint Vincent e Grenadine                                                                | Amichevole                                                                               | 2                                                                                        | Cap. 84’                                                                                 |
| 1-10-2022                                                                                | Kingstown                                                                                | Saint Vincent e Grenadine                                                                | 1 – 5                                                                                    | Grenada                                                                                  | Amichevole                                                                               | -                                                                                        | Cap.                                                                                     |
| 27-3-2023                                                                                | Kingstown                                                                                | Saint Vincent e Grenadine                                                                | 1 – 1                                                                                    | Bahamas                                                                                  | CONCACAF Nations League 2022-2023 - 1º Turno                                             | -                                                                                        | Cap.                                                                                     |
| 8-9-2023                                                                                 | Belmopan                                                                                 | Belize                                                                                   | 1 – 2                                                                                    | Saint Vincent e Grenadine                                                                | CONCACAF Nations Legue                                                                   | -                                                                                        |                                                                                          |
| 12-9-2023                                                                                | Kingstown                                                                                | Saint Vincent e Grenadine                                                                | 4 – 3                                                                                    | Bermuda                                                                                  | CONCACAF Nations League 2023-2024 - 1º Turno                                             | -                                                                                        |                                                                                          |
| 9-6-2024                                                                                 | Paramaribo                                                                               | Saint Vincent e Grenadine                                                                | 1 – 3                                                                                    | El Salvador                                                                              | Qual. Mondiali 2026                                                                      | -                                                                                        |                                                                                          |
| Totale                                                                                   |                                                                                          | Presenze                                                                                 | 64                                                                                       |                                                                                          | Reti                                                                                     | 21                                                                                       |                                                                                          |

## Palmarès

### Club

#### Competizioni nazionali
- Trinidad & Tobago FA Cup: 1

Caledonia AIA: 2012-2013
- Ykkonen: 1

PS Kemi Kings: 2015